# 陆长福
陆长福，原河北科技大学校长。现任河北省未来研究会会长、河北省可持续发展研究会副会长、河北省企业联合会副会长，曾完成中国国家“863”高新技术计划自动化领域子课题1项。